# Kuleshovka (Krasnodar)
Kuleshovka (del ruso: Кулешовка) es un selo del raión de Bélaya Glina del krai de Krasnodar de Rusia. Está situado a orillas del río Rasipnaya, afluente del Yegorlyk, de la cuenca del Don, 22 km al sureste de Bélaya Glina y 195 km al nordeste de Krasnodar, la capital del krai. Tenía 1 831 habitantes en 2010
Pertenece al municipio Novopávlovskoye.